# Maria Freixanet Mateo
Maria Freixanet Mateo (El Masnou, 17 de juliol de 1984) és una politòloga catalana, senadora al Senat d'Espanya en la XI i XII Legislatures.

## Biografia
És llicenciada en Ciències Polítiques, especialitat polítiques públiques i socials per la Universitat Pompeu Fabra. També té un màster en Polítiques Públiques i Socials per la UPF. El seu camp de recerca se centra en la formació en igualtat i la justícia de gènere.
De 2009 a 2015 ha estat coordinadora del programa Ciutats i Persones de l'Institut de Ciències Polítiques i Socials fent divulgació i recerca sobre igualtat de gènere. També ha treballat sobre la mateixa temàtica a l'Observatori Social d'Espanya. També és membre de l'Observatori iQ Arxivat 2016-11-04 a Wayback Machine..
També es dedica la literatura. En 2013 va rebre el Premi de Poesia del IX Fòrum contra les violències de gènere, i el I Premi Booket Universitari de Relat Curt per Días de viento, publicat per Editorial Planeta. Ha publicat també una novel·la en català.
Fou escollida senadora per Barcelona dins la candidatura En Comú Podem a les eleccions generals espanyoles de 2015 i 2016.

## Obres
- Nits Vermelles (2015) Editorial Círculo Rojo ISBN 978-84-9076-845-7
- Dones joves i política; una tensió no resolta (2011)